# Ligament collatéral des articulations inter-phalangiennes du pied
Les ligaments collatéraux des articulations inter-phalangiennes du pied (ou ligaments latéraux des articulations inter-phalangiennes du pied) sont des ligaments des articulations interphalangiennes du pied. 

## Description
Chaque articulation inter-phalangienne du pied possède deux ligaments collatéraux : un latéral et un médial.
Ce sont des bandes fibreuses situées de part et d'autre des articulations.
Ils s'insèrent sur les côtés de la trochlée de la phalange la plus proximale et se terminent en avant sur les côtés de la base de la phalange la plus distale et sur le fibro-cartilage d’agrandissement du condyle.